# Vương Tuấn (nhà Đường)
Vương Tuấn (chữ Hán: 王晙; ?-732), là tướng nhà Đường trong lịch sử Trung Quốc. Ông có công đẩy lui quân Thổ Phiên xâm lấn biên giới phía tây nhà Đường.

## Thân thế
Vương Tuấn người Cảnh Thành, Thương châu. Sau gia đình ông chuyển đến Lạc Dương.
Tổ 4 đời của Vương Tuấn là Vương Hữu Phương, từng giữ chức thứ sử Môn châu.

## Danh tiếng ở Quế châu
Vương Tuấn khi còn nhỏ tuổi đã thi đỗ Trung đệ, được giữ chức Thị ngự sử trong điện và Triều tán đại phu.
Võ Tắc Thiên giành ngôi nhà Đường, lập ra nhà Võ Chu. Vương Tuấn theo giúp nhà Võ Chu. Lúc đó, nguyên soái quân phương bắc nhà Đường là Ngụy Nguyên Trung đánh trận bị thua, quy tội cho phó tướng Hàn Tư Trung. Vương Tuấn bèn dâng biểu nói giúp cho Tư Trung. Vì vậy triều đình phóng thích cho Tư Trung, còn Vương Tuấn sau đó được thăng làm Huyện lệnh Vị Nam.
Nhà Đường khôi phục. Năm 710 thời Đường Duệ Tông, Vương Tuấn được phong làm Đô đốc Quế châu. Trong thời gian đương chức, ông chú trọng việc làm thủy lợi, tổ chức khai hoang lấy đất trồng trọt, chăn nuôi, nhờ đó nhân dân trong vùng sống no đủ.
Sau đó ông muốn về quê hương, nhân dân Quế châu dâng thư xin triều đình giữ ông lại. Triều đình xuống chiếu khen ngợi công lao của ông và phong làm Thái bộc thiếu khanh, Lũng Hữu quân mục sứ. Vương Tuấn lưu lại Quế châu thêm 1 năm nữa. Nhân dân lập bia ca ngợi công đức của ông.

## Chống quân Thổ Phiên
Năm 714 đời Đường Huyền Tông, 10 vạn quân Thổ Phiên xâm lấm biên giới nhà Đường. Vương Tuấn mang 2000 quân. ngày đêm đi kháng cự. Quân Thổ Phiên hạ trại hang Đại Lai, phía sau có đại tướng Buộn Đạt Diên tiếp ứng.
Vương Tuấn chọn ra 700 tinh binh, khoác áo người Thổ Phiên, nửa đêm đi đánh úp địch, đồng thời bố trí thêm một cánh quân đi sau tiếp ứng. Khi còn cách trại địch 5 dặm, ông cho quân phía sau gióng trống khua chiêng, còn quân phía trước hò hét vang trời. Quân Thổ Phiên ra đối địch, không thể phân biệt rõ là quân bên nào, chém bừa vào nhau. Quân Đường nhân đó ập đến chém giết được khá nhiều quân Thổ Phiên.
Ít lâu sau, Đường Huyền Tông phái Tiết Nột đến hỗ trợ cho Vương Tuấn. Khi Tiết Nột đến cách trại quân địch 20 dặm thì bị quân Thổ Phiên cắt đứt ở giữa. Vương Tuấn dẫn quân tới đón đội quân của Tiết Nột, thấy vậy bèn điều một cánh quân tinh nhuệ đến đánh úp trại địch. Quân Thổ Phiên bị đánh bất ngờ tán loạn bỏ chạy. Vương Tuất và Tiết Nột hợp binh lại cùng nhau đánh, giết được nhiều quân địch, thu nhiều ngựa chiến. Do công trận này ông được phong làm Ngân Thanh quang lộc đại phu.
Năm 715, quân Thổ Phiên lại tấn công nhà Đường. Vương Tuấn được lệnh mang quân Tinh châu đi đánh. Ông chia quân hai ngả đánh bại quân Thổ Phiên một lần nữa rồi truy kích giết hơn 1400 quân địch. Nhờ đó ông được phong làm Tả tán kiêu thường thị, Đại tổng quản đạo hành quân phương bắc, sau được kiêm chức Ngự sử đại phu.
Năm 732, Vương Tuấn qua đời ở độ tuổi 70. Ông được truy phong làm Tả thừa tướng Thượng thư, thụy là Trung Liệt.